# Cannagara himerodes
Cannagara himerodes är en fjärilsart som beskrevs av W. Warren 1906. Cannagara himerodes ingår i släktet Cannagara och familjen mätare. Inga underarter finns listade i Catalogue of Life.